# 李燕 (臺灣藝人)
李燕（1981年11月20日—），臺灣女演員，本名李秋燕，瑞芳高工畢業。
李燕原為電子公司採購，後進入民視演員訓練班（同期的學員有高宇蓁、傅子純等），並因此踏入演藝圈。出道作品為好消息電視台的電視劇《鑰匙兒》。
李燕出道初期曾擔任多部台語電視劇的配角，直到2004年三立台灣台八點檔《台灣龍捲風》中飾演陸小芬（依釩）而開始為觀眾留意。此後，李燕雖偶有參與其他電視台劇集的拍攝，但以拍攝三立八點檔戲劇為主，並在多部八點檔擔任女主角，故有「台劇女神」之稱，且與陳冠霖在多部八點檔扮演情侶。

## 個人生活
2013年9月30日，與中國國民黨籍時任彰化縣議會議長謝典霖登記結婚，於2015年3月協議離婚。
2018年1月9日，在三立八點檔《一家人》殺青酒會時透漏有心儀對象，疑似為同劇男演員趙駿亞，趙駿亞經紀人表示兩人目前確實交往中。2019年兩人分手。
2023年5月16日，與陳茂榮結婚登記。
2023年5月17日，公開認愛、再婚。

### 創保養品牌
2018年9月9日，推出籌備近兩年之自創保養品牌《KOCSKIN克麗詩黛》，同時為該品牌產品代言人，9月22日舉辦新品發表粉絲見面會。

## 電視劇
| 年份   | 頻道         | 劇名                         | 飾演         |
| ------ | ------------ | ---------------------------- | ------------ |
| 2001年 | 好消息電視台 | 《鑰匙兒》                   | 明柔         |
| 2001年 | 公視         | 《後山日先照》               | 陳耕蘭       |
| 2002年 | 公視         | 《今天不上班》               | 葉佳蓮       |
| 2002年 | 八大電視台   | 《第一劇場－相思夢》         | 許明秀       |
| 2002年 | 三立台灣台   | 《戲說台灣－豆油間的地基主》 | 素玉         |
| 2003年 | 公視         | 《家》                       | 林月女       |
| 2003年 | 八大電視台   | 《第一劇場－千里情緣》       | 素鳳         |
| 2003年 | 台視         | 《再見阿郎》                 | 美枝         |
| 2003年 | 三立台灣台   | 《戲說台灣－祖師爺收煞》     | 李秋華       |
| 2003年 | 三立台灣台   | 《天地有情》                 | 陳喬安       |
| 2004年 | 三立台灣台   | 《台灣龍捲風》               | 陸小芬       |
| 2005年 | 三立台灣台   | 《金色摩天輪》               | 沈君君沈亮君 |
| 2006年 | 公視         | 《出外人生》                 | 蔡秋滿       |
| 2006年 | 八大電視台   | 《燃燒天堂》                 | 李明雁       |
| 2007年 | 台視         | 《神機妙算劉伯溫》           | 雲丹檀風     |
| 2007年 | 三立台灣台   | 《天下第一味》               | 堂本紀香     |
| 2008年 | 三立台灣台   | 《真情滿天下》               | 關葦葦       |
| 2009年 | 三立台灣台   | 《天下父母心》               | 蔡有慧       |
| 2010年 | 三立台灣台   | 《戲說台灣－布袋和尚》       | 廖玉君(林秀) |
| 2010年 | 三立台灣台   | 《家和萬事興》               | 方小菲       |
| 2011年 | 三立台灣台   | 《牽手》                     | 江詩詩陸小凡 |
| 2013年 | 三立台灣台   | 《世間情》                   | 趙怡琇朱卉喬 |
| 2013年 | 三立台灣台   | 《戲說台灣-白蛇外傳》        | 白素貞       |
| 2013年 | 大愛         | 《逆光真愛》                 | 蔡雅真       |
| 2015年 | 三立台灣台   | 《甘味人生》                 | 陳怡萱江姜好 |
| 2017年 | 三立台灣台   | 《一家人》                   | 葉曉秋       |
| 2018年 | 三立台灣台   | 《金家好媳婦》               | 史天娜       |
| 2018年 | 三立台灣台   | 《炮仔聲》                   | 吳家芸       |
| 2022年 | 三立台灣台   | 《一家團圓》                 | 王雅卉       |

## 外部連結
- 李小燕正面思考團的Facebook專頁
- 李小燕的Instagram帳戶
- 李燕Athena的新浪微博
- KOCSKIN克麗詩黛 （页面存档备份，存于）
- KOCSKIN克麗詩黛 - 蝦皮購物 （页面存档备份，存于）
- 克麗詩黛股份有限公司台灣公司資料 （页面存档备份，存于）
- Kocskin克麗詩黛的Facebook專頁
- Kocskin克麗詩黛的Instagram帳戶